# 長島隆一
長島 隆一（ながしま りゅういち、1922年1月29日 - 没年不明）は、日本の俳優。東京府北豊島郡南千住町（現：東京都荒川区）出身。
旧芸名・別名は長島 隆二、長嶋 隆一。

## 出演作品

### 映画
- 異国物語 ヒマラヤの魔王（三部作）（1956年4月25日、東映） - 源太
- 日輪太郎（二部作）（1956年7月20日、東映） - 池上源八
- 大学の石松シリーズ（1956年、東映） - 町田
  - 大学の石松 ぐれん隊征伐（8月29日）
  - 大学の石松 太陽族に挑戦す（9月11日）
- 浅草三四郎（1956年11月20日、東映） - 辰
- 新諸国物語 七つの誓い（東映） - トルーン
  - 黒水仙の巻（1956年12月26日）
  - 奴隷船の巻（1957年1月3日）
  - 凱旋歌の巻（1957年1月9日）
- 大江戸喧嘩纏（1957年1月9日、東映） - 米吉
- 米（1957年3月4日、東映） - 鰻問屋の若衆
- 大名囃子（前後篇）（1957年3月13日、東映） - 瓦版売りの男
- 殺人者を逃すな（1957年6月4日、東映） - 福田刑事
- 船頭姉妹（1957年7月2日、東映） - 乾分勇三
- 鯨と斗う男（1957年7月9日、東映） - 竹中
- こけし子守唄 夕やけ鴉（1957年8月20日、東映） - 石山
- 純愛物語（1957年10月15日、東映）
- 赤穂義士（1957年12月8日、東映） - 伝助
- 警視庁物語 夜の野獣（1957年12月22日、東映） - 阿部三郎
- 花吹雪鉄火纏（1957年12月28日、東映） - 三吉
  - 旗本退屈男（東映）
  - 旗本退屈男 謎の蛇姫屋敷（1957年12月28日） - 吉川弘之進
  - 旗本退屈男 謎の大文字（1959年6月28日） - 長次
  - 旗本退屈男 謎の珊瑚屋敷（1962年1月23日） - 直吉
- 素っ飛び笠（1958年1月22日、東映） - 徳次
- 風と女と旅鴉（1958年4月15日、東映） - 吾作
- 鶯城の花嫁（1958年6月22日、東映） - 六兵衛
- 新選組（1958年7月13日、東映） - 弥助
- 大岡政談 幽霊八十八夜（1958年7月22日、東映） - 芝居の呼込み
- 殿さま弥次喜多 捕物道中（1959年1月3日、東映） - 和泉屋番頭
- 美男城（1959年2月24日、東映） - 村人
- 右門捕物帖 片目の狼（1959年3月3日、東映） - 戸田監物
- お役者文七捕物暦 蜘蛛の巣屋敷（1959年4月1日、東映） - 宗次郎
- 孔雀城の花嫁（1959年4月8日、東映） - 町の世話役
- 唄ごよみ出世双六（1959年5月13日、東映） - アメヤ亭主
- 独眼竜政宗（1959年5月25日、東映） - 和田家役人
- 伊達騒動 風雲六十二万石（1959年6月23日、東映） - 伊達式部
- 水戸黄門 天下の副将軍（1959年7月12日、東映） - 藤兵衛
- 快傑黒頭巾 爆發篇（1959年8月2日、東映） - 新助
- 富嶽秘帖（1959年、東映） - 彦坂伴内
  - 富嶽秘帖（9月2日）
  - 富嶽秘帖 完結篇（9月8日）
- 天下の伊賀越 暁の血戦（1959年10月11日、東映） - 良和
- 一心太助 (中村錦之助版)（東映）
  - 一心太助 男の中の男一匹（1959年11月29日） - 大八
  - 家光と彦左と一心太助（1961年1月3日） - 三吉
- 任侠中仙道（1960年1月3日、東映） - 仁兵衛
- 殿さま弥次喜多（1960年1月15日、東映） - 亀
- あらくれ大名（1960年2月14日、東映） - 所司代役人頭
- 次郎長血笑記 秋葉の対決 殴り込み道中（1960年3月8日、東映） - 儀作
- ひばりの森の石松（1960年3月29日、東映） - 山本政五郎
- 旗本と幡随院 男の対決（1960年4月12日、東映） - 夢市郎兵衛
- 新吾十番勝負 完結篇（1960年4月16日、東映） - 飯島作之進
- ひばり十八番 お嬢吉三（1960年4月26日、東映） - うどん屋の親爺
- 天保六花撰 地獄の花道（1960年5月3日、東映） - 三ッ馬源馬
- 暴れん坊兄弟（1960年6月5日、東映） - 本多九十郎
- 旅の長脇差 花笠椿（1960年6月12日、東映） - 音吉
- 親鸞（1960年6月21日、東映） - 釈源
- 喧嘩まつり 江戸っ子野郎と娘たち（1960年7月26日、東映） - 熊吉
- 海賊八幡船（1960年9月18日、東映） - 三次
- 天竜母恋い笠（1960年10月23日、東映） - 弥之助
- 森の石松鬼より恐い（1960年11月22日、東映） - 三吉
- 緋ぼたん浪人（1960年11月30日、東映） - 嘉平
- 若さま侍捕物手帖（東映）
  - 若さま侍捕物帖（1960年12月27日） - 三太
  - 若さま侍捕物帖 お化粧蜘蛛（1962年12月23日） - 山田屋嘉平
- お役者変化捕物帖 弁天屋敷（1961年1月3日、東映） - 弥助
- 若殿千両肌（1961年1月21日、東映） - 丈助
- 江戸っ子奉行 天下を斬る男（1961年3月12日、東映） - 役人
- 緋ざくら小天狗（1961年4月25日、東映） - 一色
- 宮本武蔵（1961年5月27日、東映） - 村人
- 魚河岸の女石松（1961年5月31日、東映） - ドクターの鉄
- 橋蔵の若様やくざ（1961年6月11日、東映） - おけらの辰
- 東海一の若親分（1961年6月21日、東映） - 大野の鶴吉
- 花のお江戸のやくざ姫（1961年9月13日、東映） - 吉松
- いかすじゃねぇか三度笠（1961年9月13日、東映） - 平助
- 口笛を吹く無宿者（1961年9月23日、東映） - 布告書を読む武士
- 美男の顔役（1962年1月14日、東映） - 飛脚
- 暴れん坊一代（1962年2月14日、東映） - 松
- 源氏九郎颯爽記 秘剣揚羽の蝶（1962年3月7日、東映） - 飯田
- お姫様と髭大名（1962年3月14日、東映） - 安藤兵馬
- きさらぎ無双剣（1961年4月8日、東映） - 石田帯刀
- 向う見ずの喧嘩笠（1961年4月24日、東映） - 伊之吉
- 胡蝶かげろう剣（1962年7月1日、東映） - 曽我の五郎
- 勢揃い関八州（1962年8月22日、東映） - 疾風の要助
- 髑髏銭（1962年10月21日、東映） - 河内屋庄助
- 血文字屋敷（1962年11月11日、東映） - 猪股小勝
- 柳生武芸帳（東映）
  - 柳生武芸帳 片目の十兵衛（1963年2月23日） - 水木右近
  - 柳生武芸帳 片目水月の剣（1963年5月25日） - 馬木家六
- 旗本やくざ 五人のあばれ者（1963年3月3日、東映） - 勘次
- 夜霧の上州路（1963年4月6日、東映） - 日光の円蔵
- 武士道残酷物語（1963年4月28日、東映） - 家臣
- 若様やくざ 江戸っ子天狗（1963年9月21日、東映） - 森助
- 銭形平次捕物控（1963年10月13日、東映） - 文六
- 幕末（1970年2月14日、東宝） - 池上多聞
- 東京⇔パリ 青春の条件（1970年3月18日、松竹） - 署長
- 昭和枯れすゝき（1975年6月7日、松竹）
- 玉割り人ゆき 西の廓夕月楼（1976年2月14日、東映） - 伊藤青雨
- 不毛地帯（1976年8月14日、東宝） - 警視庁捜査二課刑事
- 徳川女刑罰絵巻 牛裂きの刑（1976年9月4日、東映） - 弥吉
- 愛欲の標的（1979年12月22日、にっかつ） - 堀内謙造
- 山の手夫人 性愛の日々（1980年5月31日、にっかつ） - 新宮惣一郎

### テレビドラマ

#### NHK
- 山霧の深い晩（1953年） - 茶店の主人
- 学校放送（1953年）
  - 「小学校低学年」 / 世界お伽めぐり 印度篇 第1作「坊さんとらくだ」
  - 「土曜クラブ」 / 名探偵桂助君 かへって来ない小父さん
- コメディ（1953年）
  - 電報三十分 - ゆきの父
  - 彼は先輩 - 軽木文作
- 子供の時間 / 浜は朝やけ（1953年） - 田村
- 半七捕物帳 第5作「張子の虎」（1954年） - 文吉
- 結婚記（1954年） - 雇人勘吉
- 大河ドラマ
  - 赤穂浪士（1964年） - 玉虫七郎左衛門
  - 源義経 第36話「腰越状」（1966年） - 長尾三郎義景
  - 元禄太平記（1975年） - 岡林杢助
- 天下御免（1971年） - 酒井忠寄
- 風雪 / 海運豪商録（1964年）

#### 日本テレビ
- 無用ノ介 第12話「処刑前 無用ノ介は走る」（1969年） - 牢屋同心
- 右門捕物帖 第22話「蕾のままの女」（1970年）
- 鉄道100年 大いなる旅路（1972年）
- 子連れ狼 (萬屋錦之介版) 第一部 第17話「雲龍風虎」（1973年）
- 水滸伝 第8話「青州の妖精」（1973年） - 慕容
- 伝七捕物帳
  - 第13話「消えた姫君」（1974年） - 浜松屋番頭
  - 第49話「人情母子唄」（1974年） - 番頭久作
  - 第50話「闇の仁義」（1974年） - 鬼の佐助
  - 第129話「愛の絆に灯がともる」（1976年） - 聖天の万蔵
- おんな浮世絵・紅之介参る! 第10話「真昼の脅迫」（1974年）
- 太陽にほえろ!
  - 第129話「今日も街に陽が昇る」（1975年）
  - 第207話「絶叫」（1976年）
  - 第277話「身代り」（1977年）
  - 第316話「ある人生」（1978年）
  - 第349話「見知らぬ乗客」（1979年）
- 剣と風と子守唄 第12話「殿様暗殺の日」（1975年）
- 大都会シリーズ
  - 大都会 闘いの日々（1976年）
  - 大都会 PARTIII 第37話「頭取集団誘拐」（1979年）
- 俺たちの朝 第39話「殴り合いとヨットハーバーと船よさらば」（1977年8月14日） - 園芸店店主
- 桃太郎侍 第62話「孤児（みなしご）を食った鬼」（1977年） - 越後屋
- 大追跡 第1話「ハイエナが集まった」（1978年）
- 新五捕物帳 第64話「禁じられた十手」（1979年）
- プロハンター 第10話「手錠のままの追跡」（1981年）
- 火曜サスペンス劇場
  - 目には目を（1983年）
  - ロープ殺人事件（1985年）

#### KR→TBS
- サンヨーテレビ劇場 / しあわせ 素晴しき日曜日より（1959年）
- 近鉄金曜劇場
  - 夫婦ぶえ（1963年）
  - 奴凧（1964年）
  - 愛とこころのシリーズ「茜さす路」（1966年）
- 土曜日の虎 第9話「くもの館」（1966年）
- ああ! 夫婦 第2シリーズ 第11話「パリはどこだ」（1966年）
- 渥美清の泣いてたまるか 第65話「ああ軍歌」（1967年）
- タケダアワー / 柔道一直線 第79話「開眼! 真空二段投げ －闘志とはなにか－」（1971年）
- 花王 愛の劇場
  - 妻ふたたび（1972年）
  - 誰か故郷を想わざる（1977年）
  - 別れて生きる時も（1978年）
    - 第19話
    - 第20話
    - 第22話
    - 第23話

  - 女の一生 第1話（1979年） - 小畑弘美
  - あした幸福（1981年）
- ブラザー劇場
  - 熱血猿飛佐助 第16話「姉おとうと」（1972年） - 利兵衛
  - 刑事くん 第2部 第47話「おむすびと味噌汁」（1974年）
  - 刑事犬カール 第15話「オカリナが聞こえる」（1977年）
- 影同心 第27話「赤いしごきの殺し節」（1975年） - 彦爺
- 隠し目付参上 第11話「天一坊がまた出たか!?」（1976年） - 阿部備中守
- 夜明けの刑事 第85話「爆弾男 結婚式を乗っ取る!!」（1976年）
- 白いシリーズ / 白い荒野（1977年）
  - 第2話「勇気ある告白」
  - 第3話「海辺の殺意」
  - 第5話「愛の秘密」
- 明日の刑事 第11話「さすらいのジョニー」（1977年）

#### フジテレビ
- 三匹の侍
  - 第4シリーズ 第21話「復讐」（1967年）
  - 第5シリーズ 第21話「助三郎覚書」（1968年）
- 東京コンバット 第2話「魔のヘアピンカーブ」（1968年）
- 風来坊 第4話（1968年）
- 魔神バンダー（1969年）
- あゝ忠臣蔵（1969年） - 高田郡兵衛
- ライオン奥様劇場 / 美貌の罪（1969年）
- 花のお江戸のすごい奴 第13話「南町奉行襲撃」（1969年）
- 大坂城の女（1970年） - 榊原康政
- 柳生十兵衛
  - 第12話「ふたり十兵衛」（1970年） - 早柄屋安次郎
  - 第30話「足を洗った男」（1971年） - 屋台の親爺
- 徳川おんな絵巻（1971年）
  - 第21話「雪サこんこん」 - 内藤外記
  - 第44話「復讐の女豹」 - 板倉
- 女人武蔵（1971年）
  - 第9話
  - 第11話
- 一心太助 第15話「花ある絶縁状」（1972年） - 惣右衛門
- 江戸巷談 花の日本橋 第21話「初恋八百屋お七」、第22話「燃える女」（1972年）
- 眠狂四郎 第17話「岡っ引どぶが来た」（1973年）
- 隼人が来る 第22話「愛と憎しみと」（1973年） - 宇兵衛
- 木曽街道いそぎ旅 第4話「信濃追分で逢った女」（1973年） - 造り酒屋十兵ヱ
- 剣客商売 第15話「信濃の老虎」、第18話「ある剣客の死」（1973年） - 生島次郎太夫
- 銭形平次 (大川橋蔵)
  - 第377話「歪んだ花芯」（1973年） - 徳兵ヱ
  - 第450話「ひと夜の悪夢」（1974年） - 河内屋彦兵ヱ
  - 第518話「戻り狼」（1976年） - 清兵ヱ
- 戦国ロック はぐれ牙 第4話「はぐれ牙の影を砕け」（1973年）
- 江戸の旋風
  - 同心部屋御用帳 江戸の旋風 第45話「小判女房」（1976年）
  - 同心部屋御用帳 江戸の旋風II 第19話「女掏摸の恋」（1976年）
  - 第3シリーズ
    - 第22話「消えた入墨」（1977年）
    - 第34話「人情木遣節」（1978年）

  - 第4シリーズ
    - 第2話「望郷の果て」（1978年）
    - 第22話「どぶねずみに花束を」（1979年）

  - 同心部屋御用帳 新・江戸の旋風 第15話「夫婦団子」（1980年）
- ゴールデンドラマシリーズ
  - 逢えるかも知れない 第3 - 5、9話（1976年）
  - 駆け込みビル7号室 第11話「逃亡者! 見てはならないものを見た男」（1979年）
- 華麗なる刑事 第18話「香港から来た刑事」（1977年）
- ご存知!女ねずみ小僧 第30話「花は元禄・雪の心中」（1977年） - 医者
- 江戸の渦潮 第11話「虹を渡る浪人」（1978年）
- 雲霧仁左衛門 第4話「七化けお千代色くづし」（1979年）
- 江戸の激斗 第20話「傷だらけの二人」（1979年）
- 大空港 第70話「国際強盗団潜入 五億円の名画を追え!」（1980年）
- 大捜査線 第4話「傷ついた野獣」（1980年）
- 時代劇スペシャル / 奉行暗殺始末（1983年）

#### テレビ朝日
- 鉄道公安36号
  - 第27話「傷痕」（1963年）
  - 第96話「黒の特急便」（1965年）
  - 第113話「灰色のレール」（1965年）
  - 第189話「友情よ甦れ」（1967年）
- 日本映画名作ドラマ
  - 張込み（1963年）
  - 切ない人（1964年）
- 特別機動捜査隊
  - 第144話「倒産」（1964年）
  - 第212話「聞えない町」（1965年）
  - 第225話「二十二時五十五分」（1966年）
  - 第267話「焔の丘」（1966年） - 倉持部長刑事
  - 第281話「正午のアリバイ」（1967年） - 山本
  - 第292話「青春の追憶」（1967年） - 江口
  - 第311話「沈黙の人」（1967年） - 藤村
  - 第700話「復讐の追跡」（1975年） - 小宮山
  - 第722話「ある恐怖の体験」（1975年） - 宮田
  - 第751話「金貸し一代」（1976年） - 弁護士
  - 第757話「霊柩車を撃て!」（1976年） - 中根署長
- 悪魔のようなすてきな奴 第1話（1964年）
- 徳川家康 第一部　第二部（1965年）
  - 第28話
  - 第30話
  - 第68話
  - 第69話
- 乗っていたのは27人（1965年）
- ポーラ名作劇場
  - いのちある日を（1965年）
  - 花のながれ（1968年）
- 黄色い風土（1965年）
- 素浪人 月影兵庫 第6話「宿場は泣いていた」（1965年）
- 判決 第194話「海よ青くかえれ」（1966年）
- ある勇気の記録 - 植木
  - ある勇気の記録（1966年 - 1967年）
  - 挑戦者 続・ある勇気の記録（1967年）
- ナショナルゴールデン劇場 / いまに陽が昇る 第2話（1967年）
- 白い巨塔（1967年） - 今津教授
- 七つの顔の男 第5話「ガールハンター」（1967年）
- 河童の三平 妖怪大作戦 第21話「妖怪獄卒」（1969年） - 捨造
- 鬼平犯科帳 (松本幸四郎)
  - 第1シリーズ 第5話「怪談さざ浪伝兵衛」（1969年） - 三村敬之進
  - 第2シリーズ 第26話「はさみ撃ち」（1972年） - 大亀の七之助
- 新・日本任侠伝 第2話「伊那の勘太郎」（1969年）
- 素浪人 花山大吉 第51話「富士のお山が知っていた」（1969年）
- 遠山の金さん捕物帳
  - 第1話「待てなかった女」（1970年） - 幸兵ヱ
  - 第31話「よみがえらせた女」（1971年） - 伝兵ヱ
- 大忠臣蔵（1971年） - 川上十兵衛
- 荒野の素浪人
  - 第1シリーズ 第19話「陰謀 地獄川の大喧嘩」（1972年）
  - 第2シリーズ（1974年）
    - 第19話「地獄の使者」
    - 第35話「血風つむぎ唄」
- さすらいの狼 第23話「幕末ガンマン」（1972年）
- 長谷川伸シリーズ（1973年）
  - 関の弥太っぺ 後編
  - 越後獅子祭
- 変身忍者 嵐 第44話「ゴースト・ファーザー! 宇宙大作戦!!」（1973年） - 仙造（ゴースト・ファーザー人間態）
- 旗本退屈男 第16話「謎の献上水」（1974年） - 大原頼母
- 次郎長三国志（1974年）
  - 第3話
  - 第16話
- 右門捕物帖
  - 第7話「双つの顔」（1974年） - 伊豆屋
  - 第34話「母恋地蔵」（1974年）
  - 第37話「お島恨み節」（1974年）
  - 第49話「秘密」（1975年）
- 必殺シリーズ
  - 暗闇仕留人 第6話「狙われて候」（1974年）
  - 必殺からくり人 第7話「佐渡からお中元をどうぞ」（1976年） - 伝造
- テレビスター劇場 / 華麗なる一族（1974年） - 荒武佑吉
- がんばれ!!ロボコン 第11話「ドンギャラ! すきすき大作戦」（1974年） - 親方
- 破れ傘刀舟悪人狩り 第17話「他人の顔」（1975年） - 斉藤喜内
- ザ★ゴリラ7 第3話「ハイジャック特攻作戦」（1975年）
- 賞金稼ぎ 第7話「サムライの挽歌」（1975年） - 道家忠之
- 非情のライセンス 第2シリーズ 第93話「兇悪のM16自動小銃」（1976年） - 村越
- 超神ビビューン 第21話「良い子が筆になる? 呪いの習字教室」（1976年） - 和尚（フデマ人間態）
- 五街道まっしぐら! 第10話「鉄の爪に泣く姫の恋」（1976年）
- 野望（1977年）
- 達磨大助事件帳
  - 第6話「血染めの恋友禅」（1977年）
  - 第24話「愛憎の架け橋」（1978年）
- 若さま侍捕物帳 第2話「参上!! 男の花道」（1978年） - 仙石屋
- 特捜最前線 第122話「痴漢になった警官!」（1979年）
- 鉄道公安官 第8話「俺とスリとあの子」（1979年）
- 半七捕物帳 第25話「十五夜御用心」（1979年）
- 電子戦隊デンジマン 第1話「超要塞へ急行せよ」、第22話「超時間ふしぎ体験」（1980年） - 緑川達造
- 土曜ワイド劇場
  - 松本清張の死んだ馬 殺人設計図（1981年） - ｢竹風園｣の建主
  - 映画スター殺人事件 花嫁のさけび（1981年）
  - 母に捧げる犯罪（1983年）
  - エアロビクス殺人事件（1983年）
- ザ・ハングマン 第27話「人質は糖尿病 救急ネズミ作戦」（1981年）
- 西部警察 (PART1) 第94話「地下水道」（1981年）
- 文吾捕物帳 第24話「いまわしい影」（1982年）

#### 東京12チャンネル（テレビ東京）
- ゴールデン劇場（1964年）
  - ここに泉あり
  - 愛と死のかたみ
- プレイガール
  - 第19話「若くて凄くて可愛い女」（1969年）
  - 第23話「くれない追撃作戦」（1969年）
  - 第102話「父は過去に何をしていた?」（1971年）
- 大江戸捜査網
  - 第1シリーズ 第39話「傷だらけの愛情」（1971年）
  - 第3シリーズ
    - 第73話「恐怖の訪問者」（1975年）
    - 第171話「傷だらけの同心魂」（1977年）
    - 第179話「命を賭けたいかさま稼業」（1977年）
    - 第196話「女義賊復讐に燃える!」（1977年）
    - 第203話「初見参お銀仇討ち始末」（1977年）
    - 第221話「笹笛に泣く女の悲哀」（1978年）
    - 第226話「哀しみの岡ッ引魂」（1978年）
    - 第255話「哀しき盗っ人の恩返し」（1978年）
    - 第271話「身代り殺人の陰謀」（1979年）
    - 第285話「尼僧が秘めた仇討ち七変化」（1979年）
    - 第311話「鉄火女 涙の情け肌」（1979年）
    - 第377話「連判状が招く姿なき殺人者」（1981年）
    - 第417話「にせ小判 一万両」（1981年）
    - 第438話「待ったなし! 二万両の王手」（1982年）
- 旅人異三郎 第22話「黄金地獄を涙が斬った」（1973年） - 斉田鉄之助
- 快傑ズバット 第9話「涙の河を振り返れ」（1977年） - 中根丈太郎
- そば屋梅吉捕物帳 第12話「炎と燃える十手花」（1979年） - 堺屋

### 舞台
- 喜びの琴（1964年、日生劇場）